# اوبر لوفور
اوبر لوفور (انگلیسی: Hubert Lefèbvre؛ زادهٔ ۲۹ نوامبر ۱۸۷۸) بازیکن راگبی ۱۵ نفره اهل فرانسه است.